# Anolis ibague
Espèce
Synonymes
- Norops ibague (Williams, 1975)

Anolis ibague est une espèce de sauriens de la famille des Dactyloidae. 

## Répartition
Cette espèce est endémique du département de Tolima en Colombie.

## Étymologie
Cette espèce est nommée en référence au lieu de sa découverte, Ibagué.

## Publication originale
- Williams, 1975 : South American Anolis: Anolis ibague, new species of the pentaprion group from Colombia. Breviora, no 433, p. 1-10 (texte intégral).